# Мірзалієв Руслан Мааріфович
Руслан Мірзалієв (нар. 22 липня 1977) — дзюдоїст з України.

## Досягнення
| Рік  | Турнір           | Місце | Вагова категорія      |
| ---- | ---------------- | ----- | --------------------- |
| 2001 | Чемпіонат Європи | 7-й   | Надлегка вага (60 кг) |
| 1998 | Чемпіонат Європи | 2-й   | Надлегка вага (60 кг) |